# 두발 (성경 인물)
두발(Tubal, 히브리어: תֻּבָל, 투발)은 창세기 10장("노아의 세대")에 나오는 노아의 아들 야벳의 아들 이름이다. 현대 학자들은 타발과 동일시한다. 전통적으로 1차 자료에 따라 캅카스 이베리아인(조지아인의 조상)의 아버지로 여겨져왔다. 이후 히에로니무스는 캅카스 이베리아(조지아)를 이베리아반도(서유럽)로 재해석했고, 이시도루스 히스팔렌시스가 이러한 생각을 확고히 했다.

## 현대 학설
현대 학자들은 성경의 두발을 타발과 동일시하는데, 타발은 아시리아 문헌에 언급된 아나톨리아의 국가이자 지역이다.
타발은 기원전 1천년기에 소아시아에 존재했던 후히타이트 루비아어 국가였다. 이웃한 무쉬키는 전통적으로 메섹과 연관된다. 일부 역사가들은 타발과 두발을 나중에 그리스인들에게 티바레니로 알려진 흑해 연안 부족과 더 연결시키지만, 이 연결은 크게 지지받지 못한다. 티바레니와 인근 부족들인 칼리베스(Khalib/Khaldi) 그리고 모시노이키(그리스어로는 Mossynoikoi)는 때때로 금속공학의 시조로 여겨졌다. 그리스인들은 티바레니를 스키타이 민족으로 간주했다.
플라비우스 요세푸스의 주장을 따라 에제키엘 시대의 두발을 현재 튀르키예에 있는 지역으로 식별하는 경우도 많다.

## 초기 이론
많은 저자들은 유대 역사가 플라비우스 요세푸스(서기 1세기)를 따라 이 이름을 캅카스 이베리아와 연결시켰다. 두발 인구의 민족적 친화성 문제에 대해 요세푸스는 "토발은 지금은 이베레스라고 불리는 토벨레스를 낳았다"고 기록했다. 이 견해는 총대주교 안티오키아의 에프스타티오스와 주교 테오도레토스 등에 의해 반복되었다. 그러나 히에로니무스, 이시도루스 히스팔렌시스, 웨일스 역사가 넨니우스는 두발이 이베리아인뿐만 아니라 '이탈리아인'([이탈리아 부족]을 의미)과 '스페인인'(역시 이베리아인으로 불렸다)의 조상이었다는 다른 전통을 언급했다. 로마의 히폴리투스(3세기)가 기록한 다른 전통에서는 두발의 후손을 "헤탈리"(일부 후대 사본에서는 테살리아인)로 기록하고, 《벌들의 책》(c. 1222)에서는 그가 비티니아인의 조상이라고 명시한다.
두발의 아들들은 랍비 문헌에서 다른 이름으로 언급된다. 《위(僞)필로》(기원후 70년경 저술)에서는 그의 아들들의 이름이 파나토노바와 에테바이며, 그들은 "피드" 땅을 부여받았다. 후대 중세의 《예라흐미엘 연대기》는 이 아들들의 이름을 판토냐와 아티파로 기록하며, 그들이 "파핫"을 정복했다고 말한다. 이 연대기는 다른 곳에서 히에로니무스에게서 파생된 정보를 포함하여 두발의 후손을 이베리아와 히스파니아와 동일시한다. 또 다른 곳에서 《예라흐미엘 연대기》는 이전의 《요시폰》(c. 950)에서 가져온 더 자세한 전설을 재현한다. 그것은 두발의 후손이 토스카나주에 진을 치고 "사비노"라는 도시를 건설했으며, 키팀은 이웃한 캄파니아주에 "포소망가"를 건설하고 테베레강을 두 민족의 경계로 삼았다고 한다. 그러나 키팀이 사비니 여인들의 강간을 자행한 후 그들은 곧 전쟁에 돌입했다. 이 전쟁은 키팀이 두발의 후손들에게 그들의 공동 자손을 보여줌으로써 끝났다. 《요시폰》의 이 이야기의 더 짧고 혼란스러운 버전은 나중에 약 1625년에 알려진 《야사르의 책》에서도 발견되는데, 이 책은 추가적으로 두발의 아들들의 이름을 아리피, 케세드, 타아리라고 명명한다.

## 후대 이론
안드레스 데 포사(16세기)와 같은 바스크 지식인들은 두발을 바스크인과 나아가 이베리아인의 조상으로 지목했다. 프랑스 바스크 작가 오귀스탱 샤오(19세기)는 《아이토르의 전설》을 출판하여 바스크인의 공동 조상이 두발의 후손인 아이토르라고 주장했다.
카탈루냐 전설에 따르면, 야벳의 아들 두발은 야파에서 가족과 함께 배를 타고 기원전 2157년에 이베리아반도의 프란콜리강에 도착하여 아들 타라호의 이름을 딴 도시(현재의 타라고나)를 세웠다고 한다. 그는 그 후 에브로강(이베리아처럼 그의 둘째 아들 이베르의 이름을 따서 명명됨)으로 나아가 암포스타를 비롯한 여러 정착촌을 더 건설했다. 그의 셋째 아들의 이름은 셈토파일로 주어진다. 노아 자신도 약 100년 후에 그들을 방문했다고 한다. 두발은 마우레타니아를 식민지화할 준비를 하던 중 사망할 때까지 155년간 통치했으며, 이베르가 그의 뒤를 이었다.
다른 전통에 따르면 야벳의 아들 두발(때로는 홍수 이전 인물인 라멕의 아들 두발가인과 혼동되기도 함)이 이탈리아의 라벤나, 포르투갈의 세투발, 스페인의 톨레도를 비롯한 스페인의 여러 다른 지역의 설립자라고 한다. 다양한 저자들은 그의 아내의 이름이 노야였다거나, 그가 포르투갈의 성 빈센트 곶에 묻혔다거나, 그가 죽었을 때 6만 5천 명의 후손이 있었다고 말한다. 이러한 전설들의 많은 출처는 1498년에 안니오 다 비테르보가 출판한 《가짜 베로수스》로 보이며, 이는 현재 널리 위조본으로 간주된다. 그러나 역사가-왕 아라곤의 페드로 4세(c. 1370)의 초기 《산 후안 데 라 페냐 연대기》는 두발이 이베리아에 정착한 첫 번째 인물이며, 이베리아인들이 히에로니무스와 이시도루스가 증언했듯이 그로부터 유래했으며, 그들이 원래는 세투발레스라고 불렸고 에브로강을 따라 정착했으나 그 강을 따라 '이베리아인'으로 이름을 바꾸었다는 기본 전제들을 포함한다.
이전의 학자-왕인 알폰소 10세(c. 1280) 역시 그의 역사서에 비슷한 세부 사항들을 포함했지만, 두발이 "아스파" 산맥(피레네산맥의 일부)에 정착했으며, 세투발레스라는 이름의 첫 부분이 그가 "부족"을 의미한다고 말한 케투스에서 유래했다고 주장했다. 그의 버전에서는 그들이 나중에 이름을 '켈티베리아인'으로 바꾸었다. 서기 750년경 아불카심 타리프 아벤타리크가 저술한 타리크 이븐 지야드의 이슬람의 히스파니아 정복에 대한 역사서에는 더 이른 버전이 발견된다. 이 책은 야벳의 아들 두발 또는 (셈 토파일)이 이베리아를 그의 세 아들에게 나누어 주었다고 한다. 장남 타라호에게는 북동부 지역(타라혼, 나중에 아라곤)을, 둘째 아들인 셈 토파일(젊은이)에게는 대양을 따라 서부 지역(나중에 세투발)을, 막내 아들 이베르에게는 지중해를 따라 동부 지역(이베리아)을 주었다. 두발은 그 자신을 위해 모라르(오늘날 메리다 (스페인))라는 도시를 건설했는데, 아벤타리크는 주 도시 문 위에 이 세부 사항들이 새겨진 큰 돌을 보았다고 주장했으며, 이를 아랍어로 번역했다.
알-주바이디의 아랍어 사전 《타지 알-아루스》(1790)는 일부 이슬람 저자들이 하자르를 야벳의 아들 카셰(메섹)의 후손으로 보지만, 다른 이들은 하자르와 사칼리바(슬라브인) 둘 다 그의 형제 두발에서 유래했다고 주장한다고 기록한다.
초기 영어 사전 중 하나를 편찬한 18세기 사전 편찬자 벤자민 마틴은 그의 자연 철학 연구서인 《비블리오테카 테크놀로지카》에서 두발이 "아시아 이베리아인의 아버지로 확증되었다"고 출판했다.
캅카스 이베리아인은 현대 조지아인의 조상이다. 일부 현대 조지아인들도 두발, 도가르마, 메섹으로부터의 후손임을 주장한다. 조지아 역사가 이바네 자바키슈빌리는 타발, 두발, 야발, 유발을 고대 조지아 부족 명칭으로 간주했다.

## 같이 보기
- 타발 (국가)

## 문헌
- 이바네 자바키슈빌리. "조지아, 캅카스 및 근동의 역사-민족학적 문제"(모노그래프), 트빌리시, 1950, pp. 130–135 (조지아어)
- 기오르기 멜리키슈빌리. "고대 조지아 역사에 대하여"(모노그래프), 트빌리시, 1959, pp. 9, 13, 14, 18, 72–78, 108–110, 121, 175, 226, 227, 253 (러시아어)
- 시몬 야나시아. "저작", vol. III, 트빌리시, 1959, pp. 2–74 (조지아어)
- 구람 크비르크벨리아. "고대 조지아 부족의 야금술에 대한 외국 과학자들"(모노그래프), 트빌리시, 1976, pp. 3–90 (조지아어, 러시아어 요약).
- 나나 하자라제. "기원전 1천년기 전반 동소아시아의 민족-정치적 실체"(모노그래프), 트빌리시, 1978, pp. 3–139 (조지아어, 러시아어 및 영어)
- * G. Pujades, Crónica Universal del Principado de Cataluña 전자판 (스페인어)
- 존 루스벤. 역사를 형성하는 예언: 에스겔의 종말 비전에 대한 새로운 연구. 페어팩스, VA: Xulon Press, 2003. 틀:Usurped. 역사 지리에 대한 주요 연구.